# Juan José Ballesta
Juan José Ballesta, właściwie Juan José Ballesta Muñoz (ur. 12 listopada 1987 roku w Parla, w strefie metropolitalnej Madrytu) – hiszpański aktor, najmłodszy laureat nagrody Goya i Srebrnej Muszli na Festiwalu Filmowym w San Sebastián.
Rozpoczął swoją karierę zawodową od świata reklamy. W wieku ośmiu lat zagrał w serialu telewizyjnym Querido maestro. Za rolę Pablo w dramacie Kulka (El Bola, 2000) otrzymał nagrodę Goya dla najlepszego aktora 2001 roku. Zagrał potem w komediodramacie Antonio Mercero Czwarte piętro (Planta 4ª, 2003). W 2005 roku na festiwalu filmowym w San Sebastián zdobył Srebrną Muszlę za najlepszą męską rolę jako Tano w dramacie 7 dziewic (7 vírgenes, 2005).

## Filmografia
| Rok  | Tytuł filmu                                       | Rola          |
| ---- | ------------------------------------------------- | ------------- |
| 2000 | Kulka (El Bola)                                   | Pablo         |
| 2002 | Podróż Carol (El viaje de Carol)                  | Tomiche       |
| 2002 | Szkoła dla łobuzów (Song for a Raggy Boy)         | Ernesto       |
| 2002 | Urok Szanghaju (El embrujo de Shanghai)           | Finito Chacón |
| 2002 | Czuj się jak u siebie (Mi casa es tu casa)        | Elia          |
| 2003 | 4. piętro (Planta 4ª)                             | Miguel Angel  |
| 2005 | 7 dziewic (7 vírgenes)                            | Tano          |
| 2006 | Widmo (Películas para no dormir: Regreso a Moira) | Tomás         |
| 2006 | Cabeza de perro                                   | Samuel        |
| 2007 | Złodzieje (Ladrones)                              | Ladrón        |
| 2008 | La casa de mi padre                               | Gaizka Garay  |
| 2010 | Bruc                                              | Bruc          |
| 2011 | Planta 5ª                                         | Miguel Ángel  |